# Anna Fucz
Anna Fucz (ur. 18 lipca 1981 we Wrocławiu) – pochodząca z Polski, niemiecka zawodniczka boksu tajskiego, kickboxingu oraz MMA. Mistrzyni Świata ISKA z 2013 oraz 2014.

## Osiągnięcia[1]
Kickboxing / Muay Thai:
- 2006: mistrzyni NRW w formule boksie tajskim
- 2008: mistrzyni Niemiec IFMA w boksie tajskim
- 2008: Mistrzostwa Europy IFMA w boksie tajskim –  w kat. 60 kg
- 2009: mistrzyni europy IKBF w formule K-1
- 2009: Mistrzostwa Świata IFMA w boksie tajskim –  w kat. 60 kg
- 2010-2011: mistrzyni świata IKBF w formule K-1
- 2013: mistrzyni świata ISKA w wadze superpiórkowej (-59 kg), formule K-1
- 2014: mistrzyni świata IKBO w kat. 61 kg
- 2014: mistrzyni świata ISKA w wadze superśredniej kobiet (-67 kg), formuła K-1

Mieszane sztuki walki:
- 2015: mistrzyni RESPECT.FC w wadze muszej
- 2015: mistrzyni Europy WKU w wadze muszej